# Malatya Spor Kulübü
O Malatya Spor Kulübü (ou simplesmente Malatyaspor) é um clube de futebol turco com sede na cidade de Malatya, capital da província homônima, fundado em 1966. Atualmente, disputa as Ligas Regionais Amadoras desde a temporada 2011–12.
Disputou a Primeira Divisão Turca por 11 temporadas, sendo rebaixado pela última vez na temporada 2005–06. Posteriormente, acabou sendo rebaixado da Segunda Divisão Turca na temporada 2008–09 e da Terceira Divisão Turca na temporada seguinte (2009–10). Por fim, em severa crise financeira, foi rebaixado da Quarta Divisão Turca também na temporada seguinte (2010–11), afastando-se de todas as divisões profissionais do futebol turco.
Suas cores são o vermelho e o amarelo. Mandou seus jogos no Malatya Inönü Stadi, com capacidade para 13,000 espectadores, até a demolição deste em 2018. Atualmente, desde 2019, manda seus jogos no Yeşiltepe 2 Nolu Saha, com capacidade para apenas 1,000 espectadores.

## Títulos
- Quarta Divisão Turca (1): 1972–73

### Campanhas de Destaque
- 3º Colocado no Campeonato Turco (1): 1987–88
- Copa da Turquia (semifinais): 1986–87 e 1988–89
- Copa da UEFA (1ª Rodada): 2003–04